# Bajkonur

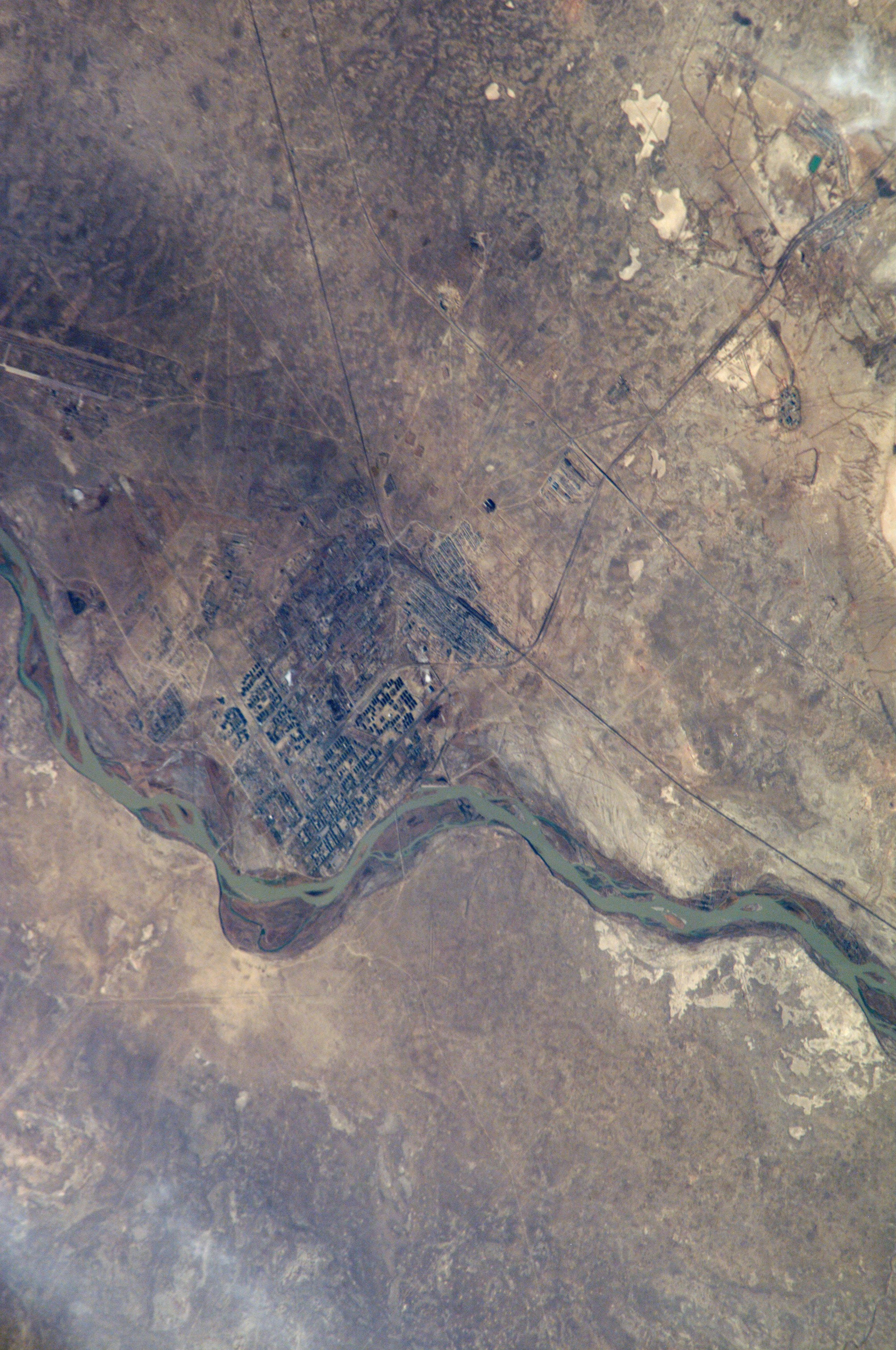
Bajkonur sett ovanifrån

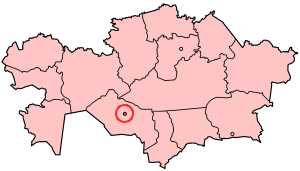
Bajkonur i Kazakstan

Bajkonur (tidigare Tjuratam och Leninsk; på kazakiska Байқонгир (Bajqongïr eller Bajqongyr) eller Байқоңыр (Bajkonır); på (ryska: Байконур) Bajkonur är en stad i Kazakstan med 36 175 invånare (2009). Tidszonen är UTC + 5 timmar. Staden har en uppskjutningsplats för rymdfarkoster, kosmodromen i Bajkonur. 
Kosmodromen i Bajkonur började byggas 1955 nära byn Tjuratam. Bajkonur är historiskt namnet på ett samhälle cirka 300 km bort och man gav kosmodromen namnet för att förvirra USA. Nära kosmodromen byggdes bostäder för de anställda och detta växte snabbt till en sovjetisk hemlig militärstad som fick namnet Leninsk efter Lenin. 
I mitten av 1990-talet bytte staden namn till Bajkonur. Ryssland hyr Bajkonur av Kazakstan för 115 miljoner USD per år enligt ett avtal som ratificerades i Moskva i juni 2005 och som löper fram till år 2050. Sedan 28 mars 1994 betalar Ryssland en långtidshyra för kosmodromen till Kazakstan. Bajkonur är den största kosmodrom som används av Ryssland och härifrån sker uppskjutningarna av en del av de kosmonauter och astronauter som tjänstgör på ISS. Dock har Ryssland en ny rymdbas i östra Ryssland som fått namnet Vostotjnij och en i Franska Guyana, vilket gör att behovet av Bajkonur kommer att minska i framtiden.